# Таттл, Ричард
Ри́чард Таттл (англ. Richard Tuttle; род. 12 июля 1941, Рауэй, штат Нью-Джерси, США) — американский художник постминималист последней трети XX-го — начала XXI века.

## Биография
Ричард Таттл родился 1941 году в городке Рауэй, штат Нью-Джерси, в 35 км на северо-запад от Манхэттена.
По окончании Тринити колледжа в Хартфорде, штат Коннектикут (1963), был удостоен степени бакалавра искусств. В 1965 году переезжает в Нью-Йорк.
Ричард Таттл женат на поэтессе китайского происхождения Мей-Мей Бессенбрюгге (白萱华, р. 1947).
В последние годы художник делит своё время между мастерской в Нью-Йорке, и поместьями в Абикью, штат Нью-Мексико (85 км от Санта-Фе) и на острове Маунт Дезерт, штат Мэн.

## Творчество
Кредо художника основано на последовательном отказе от всякого иллюзионистского подражания природе. Его программа:

Делать объекты, которые выглядят такими, какие они есть.
Оригинальный текст (англ.)To make objects which look like themselves.
В 1965 году Таттл создаёт серию скульптур, представляющих собой вырезанные из бумаги мягкие кубики. Затем — под воздействием представленных в галерее Парсонс работ Агнес Мартин и Эллсуорта Келли — Таттл исполняет ряд небольших монохромно окрашенных рельефов из дерева.
В дальнейшем в творчестве Таттла заметно стремление сосредоточиться на окружении, среде, условиях, в которых экспонируются работы:
- в серии натянутых на многогранные подрамники и выкрашенных в приглушённые пастельные тона холстов (1967);
- в белых бумажных многоугольниках (1970) дематериализующихся и едва различимых на фоне белых стен;
- в обращении (с начала 1970-х годов) к тривиальным материалам: проволоке, верёвкам, фанерным обрезкам, которые он монтирует на стене; причём часто случается так, что отбрасываемые этими «нерегулярными конструкциями» тени сильнее захватывают воображение зрителей, чем сами объекты.

Подобные практики позволяют рассматривать карьеру Ричарда Таттла, как интегральную часть постминималистского движения конца 60-х — начала 70-х годов. В числе группы художников-новаторов, не связанных какими-либо общими манифестами (Франк Стелла, Ева Хессе, Брюс Науман, Джоэл Шапиро), Таттл противостоял диктату изжитых принципов западного искусства, таких, как «жизнеподобие», «постоянство», «определённость».
Работы Ричарда Таттла были представлены на двух ключевых для всего движения постминимализма выставках, прошедших в 1969 году:
1. «Анти-иллюзия: Процессы / Материалы» (Музей Уитни, Нью-Йорк)
2. «Живи в своей голове: Когда отношения становятся формой» (Кунстхалле, Берн; куратор — Харальд Зееман)[6]

В 1972, 1977 и 1987 годах Таттл участвует в выставках кассельской «documenta», а в 1976, 1997 и 2001 — в биеннале в Венеции.

## Некоторые персональные выставки
- 1975 : Музей Уитни, Нью-Йорк
- 1979 : Стеделек Музеум, Амстердам, Нидерланды
- 1980 : англ. Хаус Ланге Музеум, Крефельд, ФРГ
- 2014—2015 : англ. Галерея Уайтчепел, Лондон
- 2014—2015 : Тейт Модерн, Лондон[7][8]

## Музейные собрания
- Метрополитен-музей, Нью-Йорк
- Музей Уитни, Нью-Йорк
- Национальная галерея искусства, Вашингтон (округ Колумбия)
- Музей и сад скульптур Хиршхорна, Вашингтон
- англ. Институт современного искусства, Филадельфия
- Музей искусств Винтертура (Kunstmuseum Winterthur), Швейцария
- Центр Помпиду, Париж
- Тейт Модерн, Лондон
- Стеделек Музеум, Амстердам